# Estigmene sikkimensis
Estigmene sikkimensis là một loài bướm đêm thuộc phân họ Arctiinae, họ Erebidae.